# Heerlijkheid Tetterode

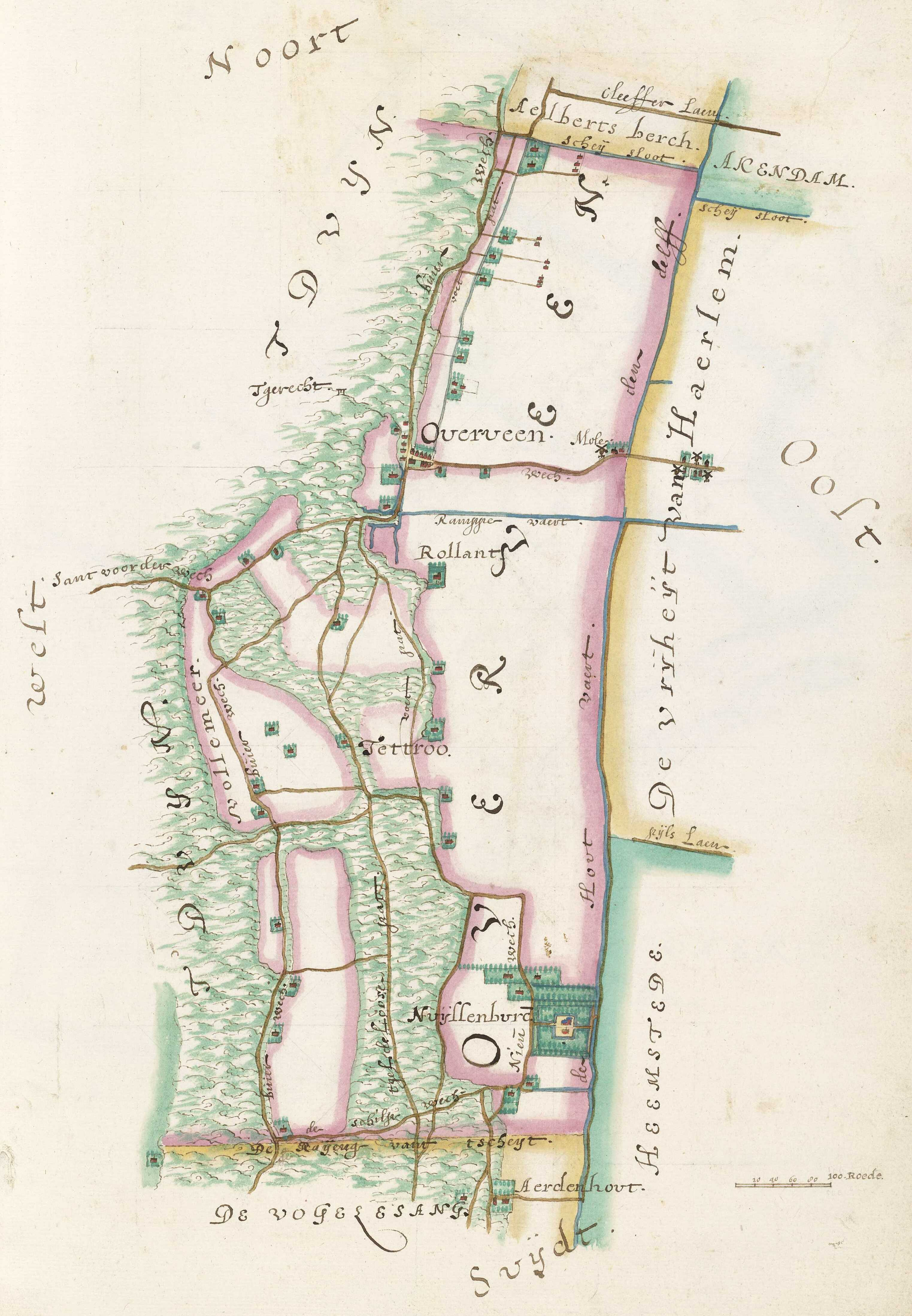
Kaart van de ambachtsheerlijkheid anno 1615, gemaakt door Balthasar Floriszoon van Berckenrode

Heerlijkheid Tetterode (12e-14e eeuw – 1795) was een ambachtsheerlijkheid ten westen van Haarlem, gelegen tegen de duinen onder Aelbrechtsberg en dat strekte tot aan het zuiden van Overveen en het zuidoosten gemarkeerd door Vogelenzang. Deze heerlijkheid had de rechtelijke status van een banne, waaronder ook de ambachtelijke heerlijkheden van Aelbrechtsberg en Vogelensang toebehoorden. Het werd mogelijk beheerst door een jachtslot of kasteel, genaamd kasteel Tetrode, waarvan het ooit bestaan hebben echter onzeker is.
Tetterode was eerst eigendom van de familie Tetrode, waarna het eeuwenlang in handen was van het huis Brederode. Getuige geslachtsnamen als Rodenburg, Roodenburch en Roodenburg en Tetrode, Tetroode, Tetterode en Tettero, was de heerlijkheid in de middeleeuwen vermoedelijk een niet onaanzienlijke plaats.
Toen het geslacht Brederode in 1679 uitstierf, ging het gebied over naar de staat van Holland. In 1722 werd het door de gemeente van Haarlem opgekocht.
Toen als gevolg van de Bataafse Revolutie het systeem van heerlijkheden afgeschaft werd, werd Tetterode een buurtschap tussen Overveen en Bloemendaal. In 1795 is het opgegaan in Overveen. Nog later werd Overveen, de voormalige heerlijkheid incluis, deel van gemeente Bloemendaal.

## Etymologie
De heerlijkheid van Tetterode werd in de loop van de eeuwen ook wel Tetrode, Teterode, Teetero, of Tetroede genoemd. De naam is vermoedelijk een samenvoeging van tet (te) en rode. Voor de oorsprong van tet(te) zijn meerdere verklaringen, maar de meest aannemelijke is dat het een verwijzing is naar Vrouwe Tetta of Tetburga, de vrouw van graaf Sicco van Holland, die rond het jaar 1000 in het gebied een hoeve, een verdedigbare boerderij, bewoonde.
Het tweede deel van de naam verwijst hoogstwaarschijnlijk naar het kappen of rooien van bomen, hetgeen met name in de 13e eeuw een belangrijk activiteit was binnen de grootschalige ontginningen die in het toenmalig bosrijke gebied plaatsvonden.
Zie ook: Fabel over de betekenis van Tetterode.

## Geschiedenis

### Ontstaan van Tetterode
Vrouwe Tetta of Tetburga, de vrouw van graaf Sicco van Holland, bewoonde rond het jaar 1000 een hoeve, een verdedigbare boerderij, in het gebied. Later vestigde Ysbrant Willemszoon van der Laen zich in Tetrode en nam hij de naam Van Tetrode aan.
Tetrode was toen een nederzetting met boerderijen, een kapelletje en een rechthuis. Het had de status van een dorpje, een buurtschap, een banne.

### Heerlijkheid
De bossen en moerassen in het gebied werden ontgonnen voor landbouw. Het overtollige water dat uit de duinen kwam werd via beken, sloten en kanalen afgevoerd. Hierdoor ontstonden grote rechthoekige stukken grond die door de graaf in de 12e-14e eeuw in leen gegeven werd aan een heer. De op deze manier verkregen ambachtsheerlijkheid Tetterode werd geleend aan huis Brederode.

### Beleg van Haarlem

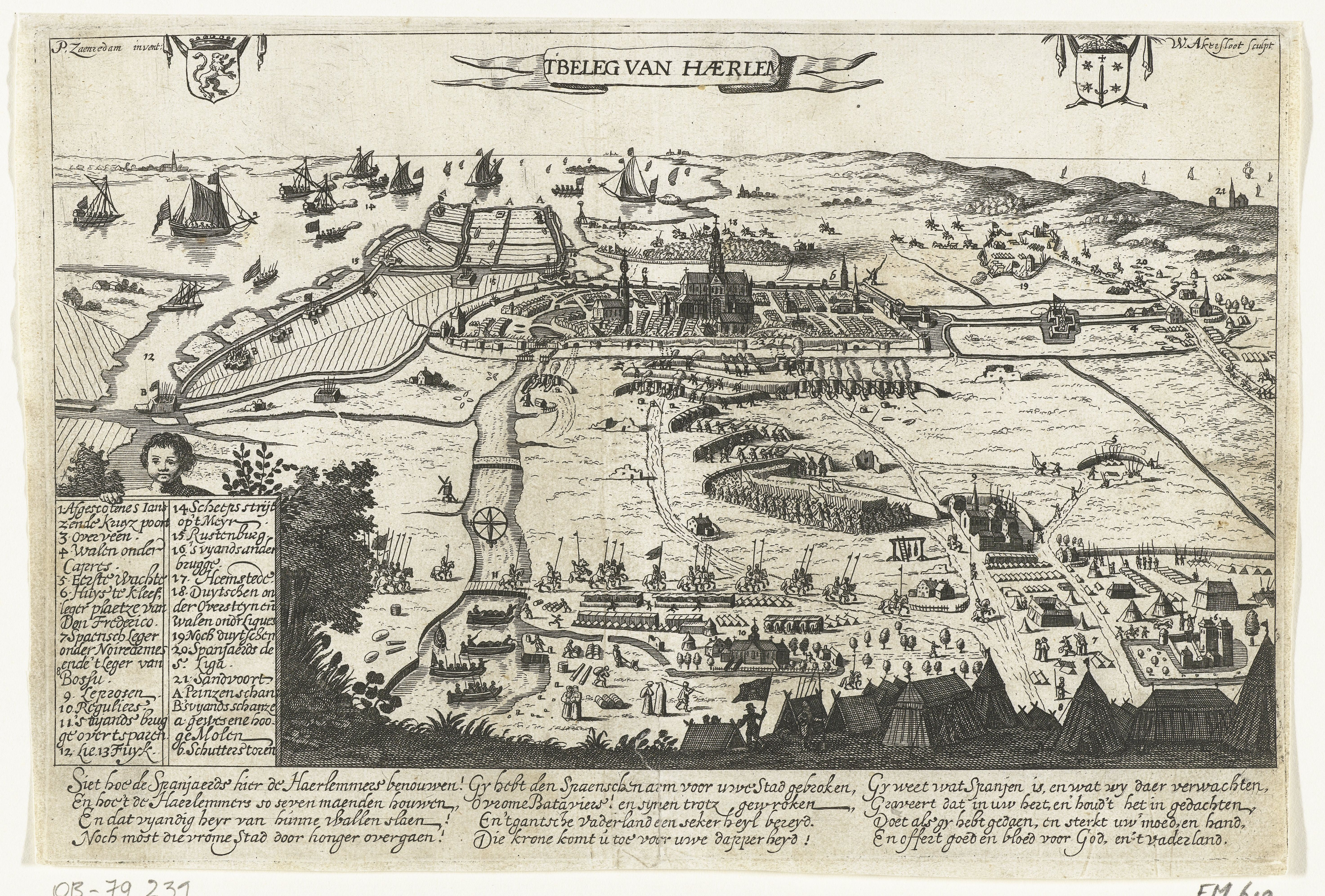
Beleg van Haarlem, met rechts Tetterode

Tijdens de Tachtigjarige Oorlog hadden de Spanjaarden een goede kaart nodig voor de bezetting van de Nederlanden in het algemeen en het beleg van Haarlem (1572-73) in het bijzonder: de invalroute zou vanaf hun vloot via de duinen en door Tetterode naar Haarlem lopen. Ter voorbereiding had Joost Jansz. Bilhamer, 'de beeldsnijder', de opdracht gekregen de benodigde landkaarten te produceren. De cartograaf produceerde de gewenste kaarten, die 'vreemd' bleken te zijn: zo bleek dat in de kaart van Noord-Holland 'Teetero' veel verder naar het noorden ten opzichte van Haarlem lag dan op de kaarten die ervoor en daarna gemaakt waren. Er is geopperd over de mogelijkheid dat de Beeldsnijder dit bewust gedaan heeft in een poging de Spanjaarden te misleiden. Misschien dat de Spaanse campagne hierdoor vertraging opgelopen had, maar uiteindelijk is het beleg van Haarlem volgens plan opgezet.
Tettero diende tijdens het beleg van Haarlem voor het Spaanse leger als doorvoergebied voor materialen en manschappen uit zee en voor het bivakkeren van de garnizoenen. De aanval op de stad Haarlem werd echter niet van Tetterode gedaan vanwege de verraderlijke veengrond die de westelijke stadsmuren van Tetterode scheidde en als een natuurlijke barrière functioneerde. Toch kwam ook Tetterode niet ongeschonden uit de strijd. Met name de Quiriniuskapel werd zwaar gehavend bij het vertrek van het leger. Ze was in onbruikbare staat en werd derhalve later gesloopt.

### Leidse vaart
Halverwege de 17e eeuw werd de Leidse vaart, een trekvaart, aangelegd. Deze langs de oostelijke grens van Tettenrode lopende "snelweg van de gouden eeuw" leidde tot een groei aan herbergen om reizigers onderdak te bieden die niet in het donker wilden reizen.
Toen het geslacht Brederode in 1679 uitstierf en de heerlijkheid naar de Hollandse staat ging, begon de wetteloosheid er hoogtij te vieren: de dynamiek van de trekvaart had als neveneffect dat prostitutie en het aantal criminelen in Tettenrode toenam, want door de zwakke wetshandhaving aldaar gingen ze er vrijuit. Dit was tot frustratie van de gemeente Haarlem, die uiteindelijk het wettelijke heft in eigen handen nam door Tettero in 1722 van de Hollandse staat te kopen en Tetterode dus onder het Haarlemse gezag viel.
Andries Schoemaker beschreef in 1732 het gebied als “Tetroede” of “Tetrode”, een heerlijkheid gelegen buiten Haarlem, ten westen van de Leidsche vaart aan Duin dat zich tot na Vogelzang strekte.

### Einde van Tetterode
Na de Bataafse revolutie, in 1795, werd het systeem van heerlijkheden afgeschaft en ging Tetero, gelegen tussen Overveen en Bloemendaal, op als buurtschap in Overveen. Nog later werd Overveen, de voormalige heerlijkheid incluis, deel van gemeente Bloemendaal.

## Beschrijving
Tettenrode was een idylle voor de bezoekers en de feodale eigenaren, de Brederoders, die het als jachtterrein gebruikten. Voor de boeren was het echter een hard leven want zij verloren steevast delen van hun oogst aan zandverstuivingen en aan het wild (met name konijnen) waar ze niks tegen mochten beginnen, omdat het wild beschermd was voor de jacht.

### Enkele gebouwen

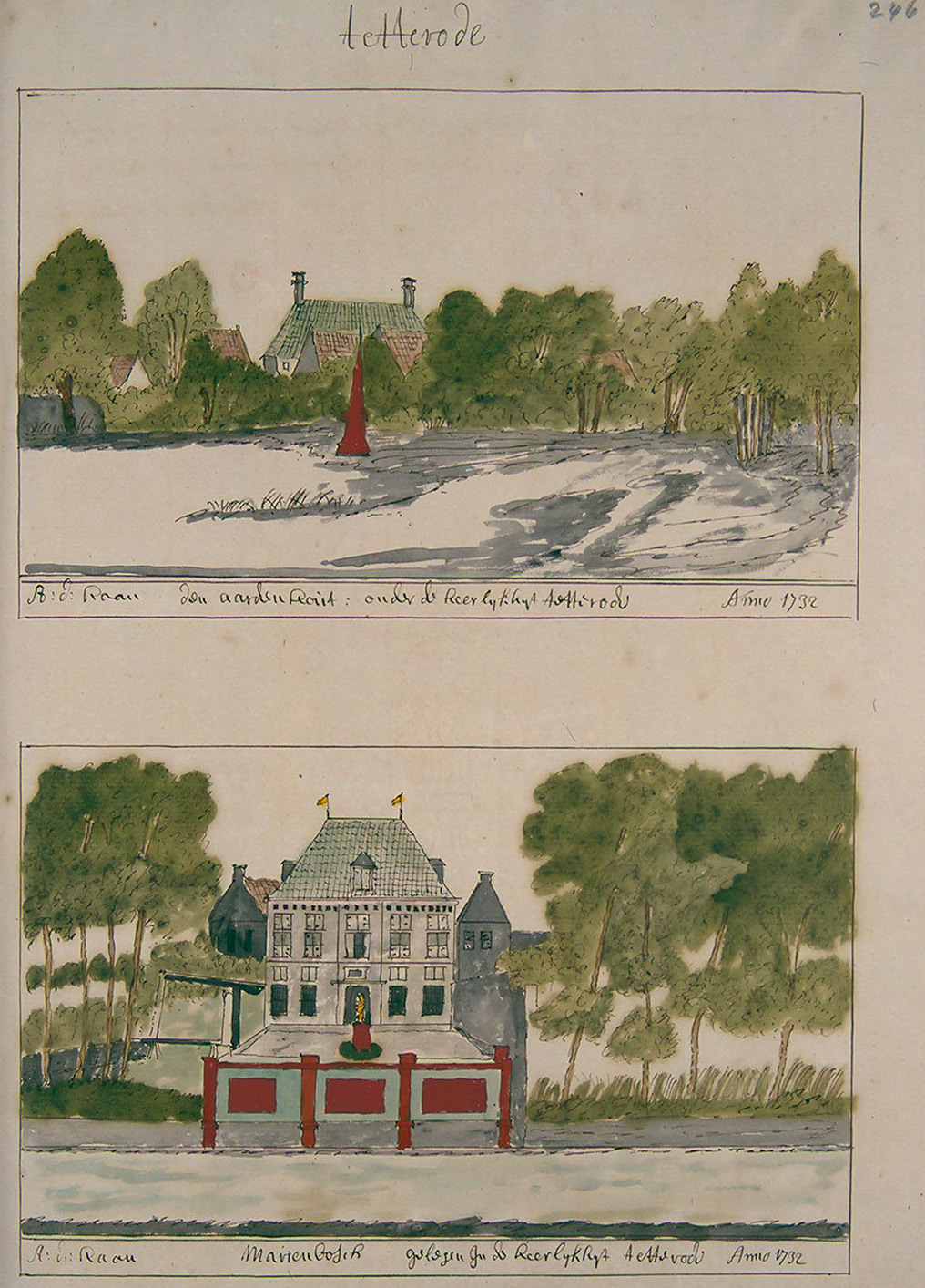
Gebouwen in Tetterode anno 1732, opgetekend door Andries Schoemaker.

Middels landkaarten, tekeningen, schilderijen en etsen is een beeld te verkrijgen van de gebouwen die ooit in Tettenrode gestaan hebben. Enkelen hebben de tand des tijds overleefd, anderen zijn gesloopt, door zandverstuivingen in de duinen verdwenen, of door de Spanjaarden tijdens het beleg van Haarlem in 1572-73 vernield.
Kasteel Tetrode (ca. 1000 – 1268?) zou de basis van de heerlijkheid geweest zijn, mogelijk een jachtslot. Het is echter onduidelijk of dit kasteel ooit bestaan heeft en onder het duinzand verdwenen is.
- Den Aardenhout. Een villa die de zuidgrens van Tetterode markeerde. Heden is aldaar het plaatsje Aerdenhout.

- Klooster Mariënbosch (Later Mariënbos) lag in een bosje op de duinen op het uiterste westen van Tettenrode, ten westen van waar heden de Vogelenzangseweg is.[14] Het lag aan een beekje die tot andere plekken in Tettenrode reikte, maar door zandverstuiving is dichtgeslibd.[7][15][16]

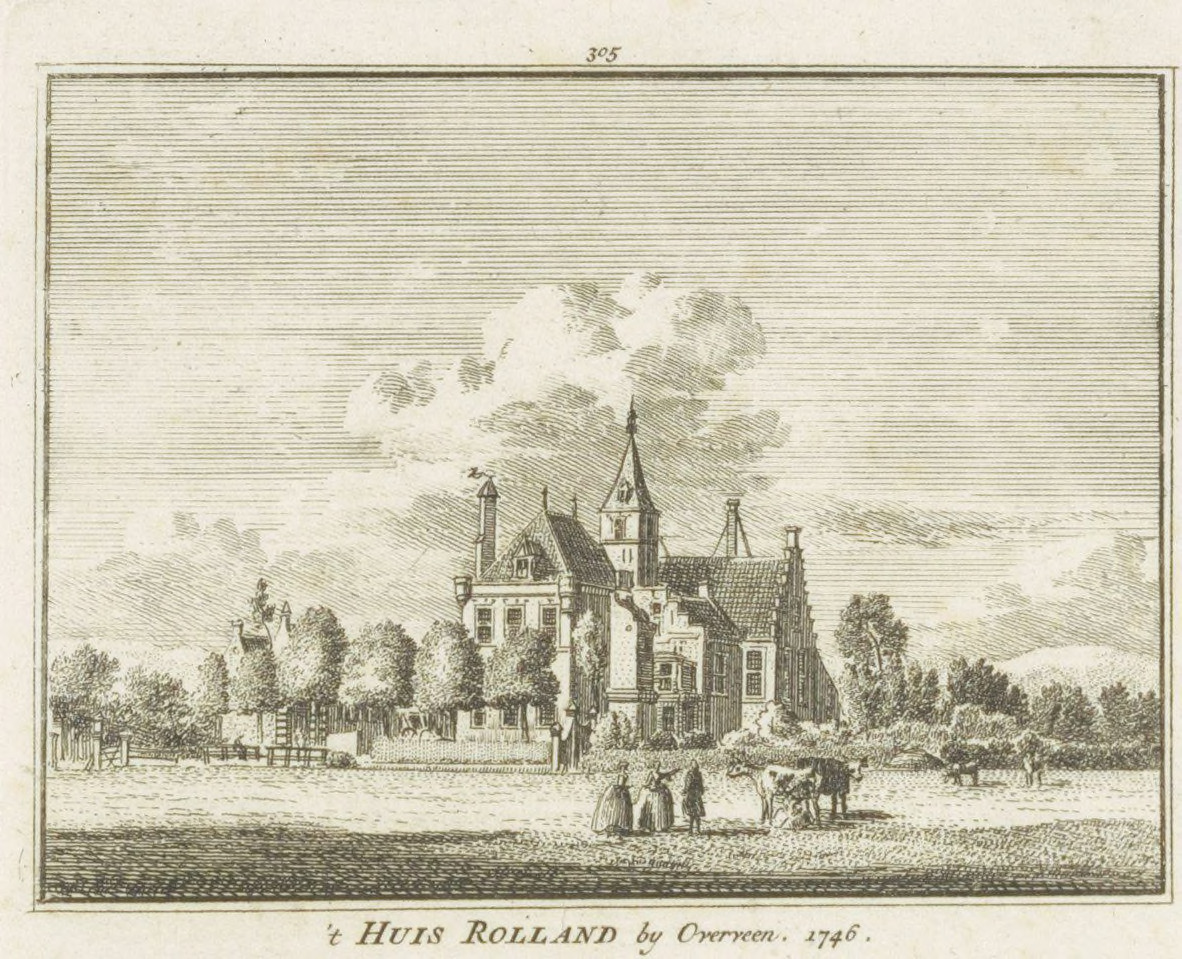
't Huis Rolland in 1746

- Huis Rolland (13e eeuw – 1737) was een grafelijk buitenhuis dat aan Overveen grensde, maar in de banne van Tettenrode was. Het bevond zich aan wat nu de Rollandlaan in Overveen is.[17][18]

- Quirinuskapel (1419 – 1617). Dit kapel stond tegenover het rechthuis op het kruispunt waar de Haarlemse Zijlweg op de heerlijkheid ontsloot. Dit is waar heden de Bloemendaalseweg 260 is.[19] Dit was het kapel van familie Tetterode en was gewijd aan de heilige Quirinus. Het werd in 1572 zwaar beschadigd door de Spanjaarden en in 1617 werd het gesloopt. De begraafplaats eromheen bleef tot 1937 in dienst.[20][19]
- Herberg Rockaers (heden Kraantje Lek) (1542 – heden)
- Dorpsschool (1617 – ?). Het door de sloop van het kapel vrijgekomen stuk grond werd gebruikt voor de bouw van de dorpsschool van Overveen.[9]Gezicht uit ca 1780 vanaf de Zijlweg op de Bloemendaalseweg met het klokhuis en rechts daarvan de herberg Roozendaal. Links op de hoek het Rechthuis, herberg en raadhuis.

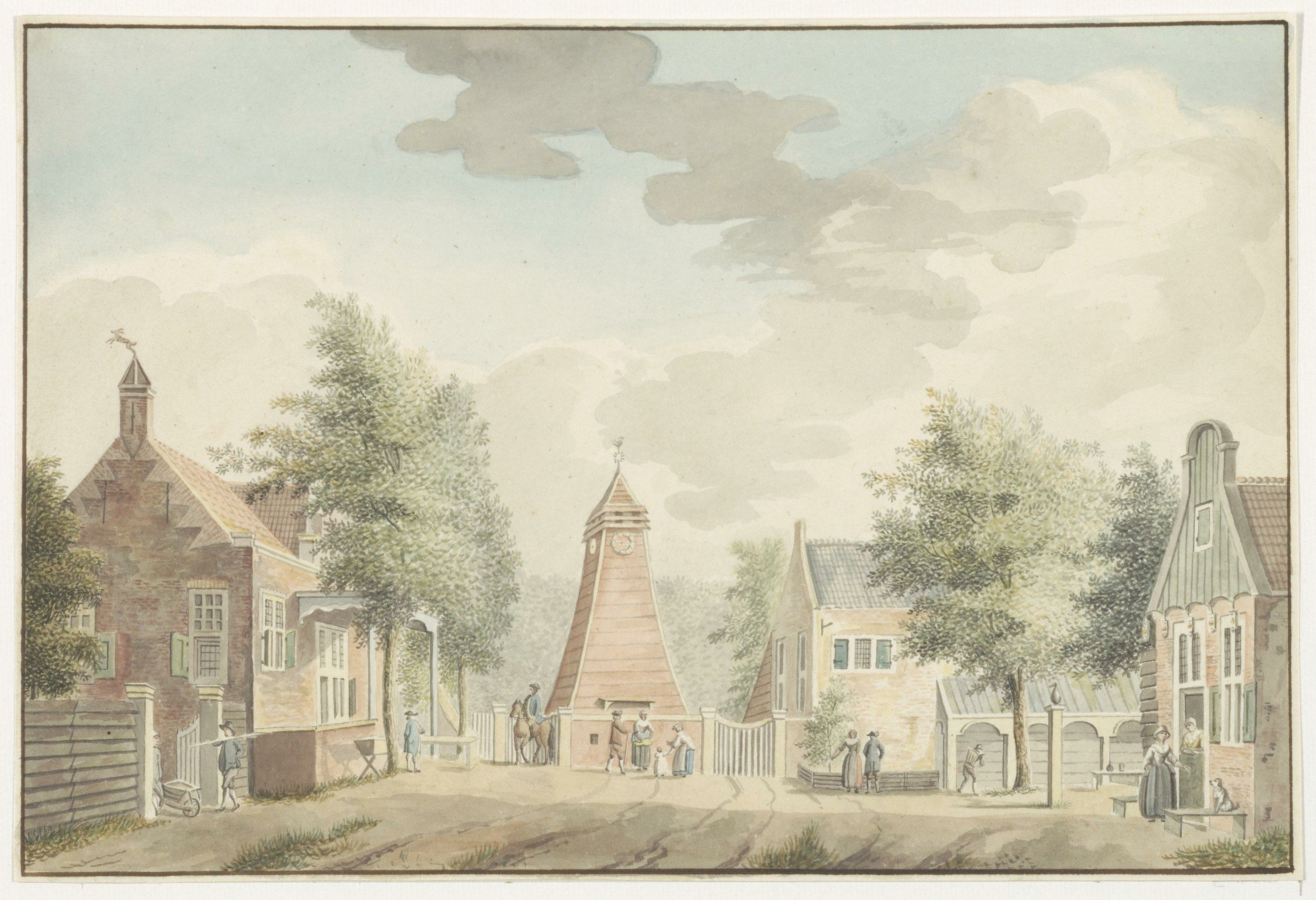
Gezicht uit ca 1780 vanaf de Zijlweg op de Bloemendaalseweg met het klokhuis en rechts daarvan de herberg Roozendaal. Links op de hoek het Rechthuis, herberg en raadhuis.

- Het rechthuis (?– heden) van Tetterode lag op twee kilometer in het zicht van de Haarlemse Zijlpoort. Dit gebouw was de plattelandsversie van de stedelijke rechtbank c.q. raadhuis, alwaar de schout en schepenen namens de ambachtsheer het recht beoefenden. Dit pand staat er nog altijd, doch onder de naam "Van ouds het raadhuis" en met een andere functie. Het is geabsorbeerd door de Haarlemse verstedelijking.[21][10][22]

- Klokhuis. Het klokhuis dat aan de noordzijde van het schooltje gebouwd werd, bestond uit een basis van metselwerk en een uit hout opgetrokken toren.[9]
- Herberg De Lely (>1582 – heden). Aan het eind van de 16e eeuw werd naast het klokhuis herberg De Lely gebouwd. Deze heeft ondanks diverse naamsveranderingen nooit zijn horecabestemming verloren. Anno 2025 zit restaurant Loetje Overveen hier, daarvoor hotel restaurant Roozendaal.[9]

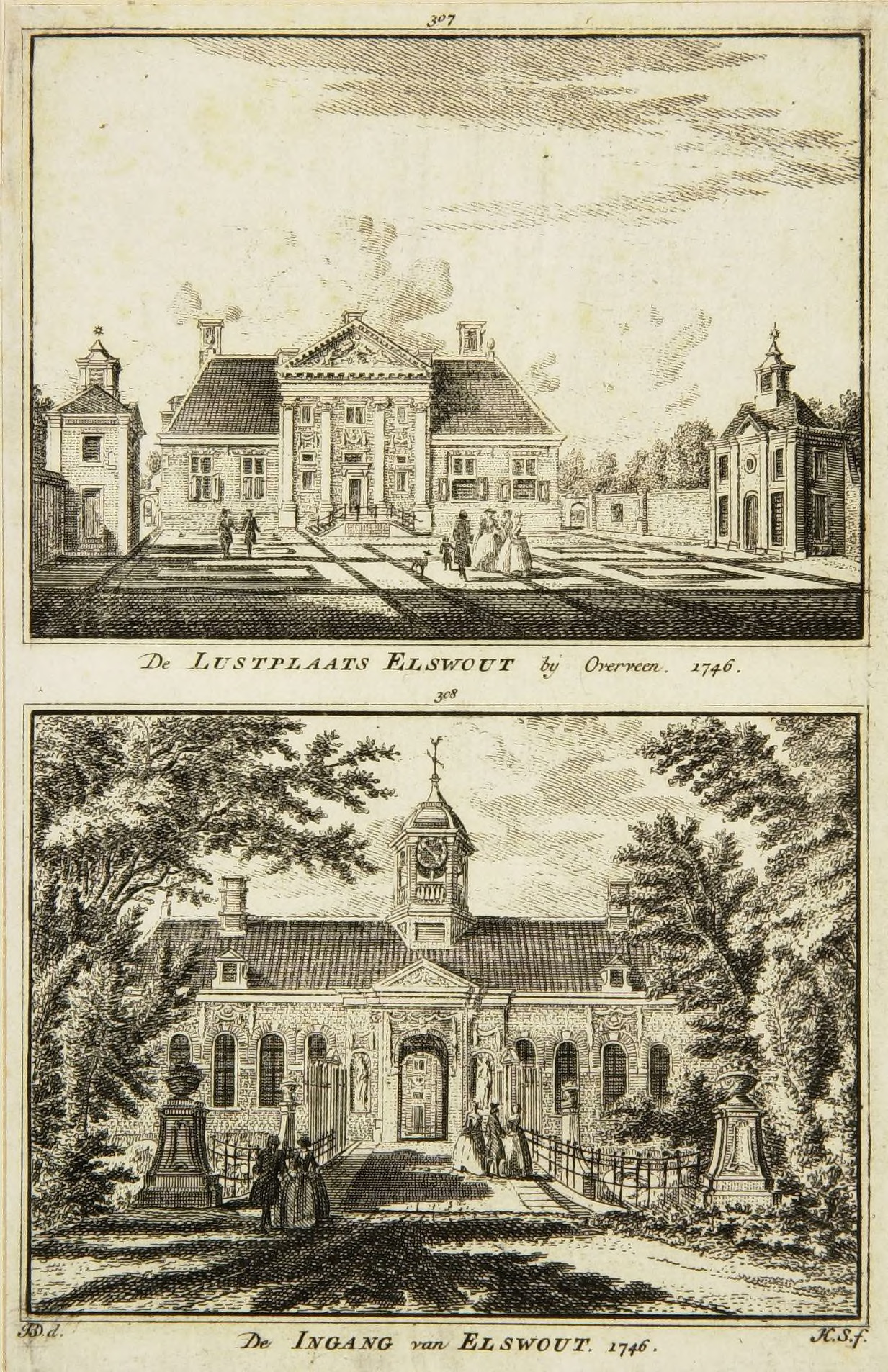
Lustplaats Elswout bij Overveen

- Landgoed Elswout (1634 – heden). In de duinen gebouwd door de Amsterdamse lakenkoopman Carel Molijn.[23]

Niet binnen het terrein van Tetterode, maar wel de grenzen markerend en deel uitmakende van Tetterode's jurisprudentie waren de volgende gebouwen:
- Aelbertsberg, waarvan de laatste restanten omsteeks 1930 gesloopt zijn[24], lag ten noorden van Tetterode.[5] De Hockyclub HC Bloemendaal met het "meertje van Caprera" liggen op het voormalige terrein van Aelbrechtsberg.
- Huis Vogelensang dat de zuidoostelijke grens van Tetterode markeerde, was een jachtslot van Floris V.

## Legendes

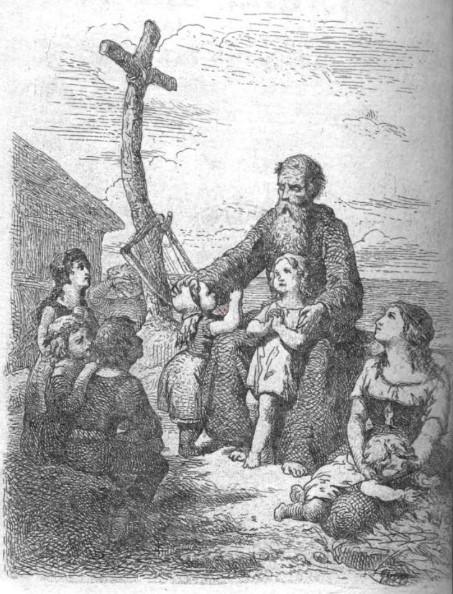
Vader Bruno, ridder Reinoud naast zijn hut in de duinen, vertelt aan de kinderen uit Overveen, een plaatsje in Tetterode.

Heerlijkheid Tetterode kent enkele legendes, sages, volksverhalen en fabels. De oudste is mogelijk de zogenaamde Sage van Tetterode, beschreven door W.J. Hofman. In deze sage, die zich in 1063 zou afspelen, wordt Diedryc van Tetterodes vrouw, een volksvrouw, door Geertruide van Saksen, weduwe van graaf Floris I, getest op haar loyaliteit ten aanzien van haar man.
Een fabel dat zich in de 13e eeuw afspeelt, geeft een alternatieve uitleg over de oorsprong van de naam Tetterode.
Het volksverhaal van de zondige Reinoud de ridder, die tot inkeer komt en zijn laatste jaren - tegen het einde van de 14e eeuw - als vrome kluizenaar in de duinen van Tetterode sleet, is in de 19e eeuw in boekvorm gepubliceerd.

### Sage van Tetterode
In het jaar 1063 vernam Geertruide van Saksen, weduwe van graaf Floris I, dat heer Diedryc van Tetterode met een niet adellijke vrouw getrouwd was en dat dit hem geenszins scheen te storen: hij was overtuigd van haar oprechte liefde. De landsvrouwe wist het zo net nog niet, omdat volgens haar alleen een vrouw van adel hem trouw zou kunnen blijven.
De landsvrouwe stelde de zwangere burchtvrouwe daarom op de proef: ze stuurde een koerier naar Tetterode met de mededeling dat Diederick van Tetterode de brutalteit had haar tegen te spreken en dat ze hem nu alleen in leven zou houden op voowaarde dat zijn vrouw zijn fout zou afkopen door de landsvrouwe te schenken wat de vrouw het dierbaarst was. De arme vrouw bood alles wat ze bezat om haar man te redden, maar de koerier zou alleen genoegen nemen met haar baby. Hier kon de vrouw niet in meegaan en ze vroeg de koerier haar dan maar te doden opdat ze met haar ten dode opgeschreven man in het hiernamaals kon samen zijn.
Ze slaagde derhalve de test en de landsvrouwe bood haar verontschuldigingen aan de vrouw van Van Tetterode erkennende dat in deze volksvrouw een hart van adel klopte.

### Oorsprong van de naam Tetterode
De graaf van Holland bouwde aan het eind van de 13e eeuw kasteel Brederode. Deze naam was een verwijzing naar de grafelijke ontginningen in Berkenrode, het gebied ten zuiden van het kasteel. Volgens gebruik kreeg de bewoner van het kasteel de naam van het gebied. De eerste bewoner van het kasteel was aldus leenheer Dirc van Brederode.
Tijdens het inwijdingsfeest op het kasteel nam Van Brederode zijn gasten naar de hoogste toren om hen het grote, dus 'brede' in leen gegeven omgeving te tonen. Zo waren het Friese land in het noorden, het IJ in het oosten en de duinen en de noordzee in het westen te zien. In het zuiden was dus bos te zien, dat nog gerooid moest worden. "De brede rode is daar wel erg smal" zou een van de gasten gezegd hebben. Het land liep daar namelijk uit in de vorm van een tuit, in het oud-diets titte of tette genoemd. De naam Tetterode, de smalle ontginning als tegenhanger van de brede rode, bleef hangen.
De gastheer kon deze ironie niet waarderen, maar Willem van der Laen uit Limmen bij Alkmaar kwam met een compromis waar Van Brederode mee kon leven: op het land in kwestie bevond zich namelijk een verdedigbare boerderij dat in het bezit was van vrouwe Tetta of Tetburga, de vrouw van graaf Sicco van Holland. Door met Tetterode naar haar te verwijzen zou de aandacht minder op die andere betekenis vallen.